# Миниатюра
Миниатюра (от лат. minium — красные краски, применявшиеся в оформлении рукописных книг) — в изобразительном искусстве живописные, скульптурные и графические произведения малых форм, а также искусство их создания.
В 2020 году ЮНЕСКО объявило искусство миниатюры Азербайджана, Ирана, Турции и Узбекистана одним из шедевров устного и нематериального культурного наследия человечества.

## История
Хотя ещё древние египтяне эпохи Нового царства иллюстрировали папирусные свитки «Книги Мёртвых» сюжетными изображениями, настоящее искусство книжной миниатюры возникло лишь в эпоху поздней античности в связи с распространением пергаментных книжных кодексов. Фрагментарная и недостаточная сохранность последних не позволяет, однако, получить полное представление об искусстве книги этого периода. 
Классическая миниатюристика получила своё развитие лишь в искусстве средневековой рукописной книги. Изначально художники-иллюминаторы стремились особым образом выделить начальные строки и заглавные буквы (инициалы). Со временем красочные инициалы с элементами орнамента развились в отдельные сюжетные композиции, тем или иным образом иллюстрировавшие текст. Выполнялись они акварелью либо гуашью с использованием листового золота.
Книжная миниатюра достигла большого совершенства в Византии и в странах Западной Европы в период Средневековья. Изначально в книжной миниатюристике преобладали библейские сюжеты, в эпоху развитого Средневековья к ним прибавляются портреты государственных, военных и церковных деятелей, а также донаторов — заказчиков рукописей, позднее — важнейшие исторические события, государственно-церемониальные, праздничные, религиозные, батальные и бытовые сцены. 
Среди западноевропейских книжных миниатюр раннего периода выделяются иллюстрации к англо-ирландским манускриптам VII—IX вв., а также иллюминированным рукописям «Каролингского возрождения» IX—X вв., создававшиеся, главным образом, на сюжеты из Ветхого и Нового Заветов.
Со временем библейские сюжеты, а также события древней и раннесредневековой истории, античной мифологии, западноевропейского средневекового эпоса стали изображаться в культурно-бытовых реалиях, современных художникам-иллюминаторам, которые, таким образом, отражали в своих произведениях предметы и факты собственной эпохи. В XIII—XIV веках в искусстве книжной иллюстрации Западной Европы преобладает готика, а среди школ миниатюристики выделяется парижская, образцом которой является «Псалтырь Людовика Святого» с ветхозаветными сценами.
Миниатюры некоторых книжных манускриптов развитого и позднего средневековья, например, «Библии Мациевского» (сер. XIII в.), Манесского кодекса (около 1300 г.), Холкхемской Библии (1320-е гг.), «Вигилий на смерть короля Карла VII» (1477—1483), а также сочинений известных историков, таких как Жан Фруассар (вторая пол. XIV в.), Томас Уолсингэм, Ангерран де Монстреле (первая пол. XV в.), Жан де Ваврен, Себастьен Мамро, Пьер ле Бу (вторая пол. XV в.), «Больших Французских хроник» (XI—XV в.), швейцарских иллюстрированных хроник Бенедикта Чахтлана, Диболда Шиллинга Старшего (вторая пол. XV в.), Диболда Шиллинга Младшего (1513) и др., несмотря на свою условность, являются ценными историческими источниками, особенно для военных историков, оружиеведов, искусствоведов, исследователей средневекового быта, архитектуры, костюма и моды, а также специалистов в области геральдики, вексиллологии и истории церкви.
Художники-миниатюристы XIV—XV веков, работавшие при дворах королей и крупных феодалов, изображают некоторые сцены настолько подробно, что учёные-искусствоведы с полным на то основанием называют их произведения своеобразными «репортажами».
Среди французских художников-миниатюристов XV столетия выделяются братья Лимбурги, прославившиеся благодаря созданию «Великолепного часослова герцога Беррийского» (1410-е гг.), Бартелеми д’Эйк, украсивший, в частности, рукописи сочинений короля Рене Анжуйского, в том числе «Книгу турниров» (1460), «Книгу любви» (1460—1467) и др., Жан Фуке, проиллюстрировавший, помимо одной из рукописей «Больших французских хроник», известный «Часослов Этьена Шевалье» (1452—1460), Симон Мармион, создавший миниатюры к другой рукописи «Хроник» (1457), и Жан Коломб, не только иллюминировавший вслед за Лимбургами названный выше «Великолепный часослов» (1485), но и украсивший такие известные манускрипты, как «Походы французов в Утремер» Себастьена Мамро (1474) и «Иллюстрированный апокалипсис» Карла Савойского (1482).
Миниатюрная живопись распространена была также на Востоке, например, в средневековых Армении и Иране. В Индии во времена империи Великих Моголов получила распространение раджастханская миниатюра. Она явилась синтезом совместного творчества индийских и персидских мастеров.
С развитием книгопечатания живописная миниатюра постепенно вытесняется ксилографией, однако искусство миниатюры продолжает развиваться в иных формах. В эпоху Возрождения возникает портретная миниатюра, которая выполняется вначале на пергамене или слоновой кости в виде вставок в кулоны и медальоны; позднее, в XVIII веке, в моду входят миниатюрные портреты на эмали и фарфоре. Со временем специфика жанра окончательно нивелировалась, и миниатюрой стали называть любую картину небольшого размера.

## Галерея изображений
- Пир Энея и Дидоны. Vergilius Romanus. V в. н. э.
- Страсти Господни. Евангелие Рабулы. Сирия, 586 г.
- Евангелист Матфей. Линдисфарнское евангелие. Кон. VII — нач. VIII в.
- Карл Лысый со своими придворными. «Библия Карла Лысого». 845 г.
- Притча о богаче и Лазаре. «Золотой кодекс» из Эхтернаха[англ.]. 1030—1050 гг.
- Ярополк Изяславич с женой Кунигундой и матерью Гертрудой перед апостолом Петром. Молитвенник Гертруды. XI в.
- Поход Олега на Царьград. Радзивилловская летопись. Нач. XIII в.
- Арабская рукопись «Калилы и Димны». 1220 г.
- Поход Деборы и Барака на Ханаан. «Псалтырь Людовика Святого»[англ.]. XIII в.
- Битва при Креси. «Большая хроника» Жиля Ле Мюизи. XIV в.
- Историк Мовсес Хоренаци и князь Саак II Багратуни. Армянская рукопись XIV в.
- Евангелист Марк. Евангелие Хитрово. Андрей Рублёв. Кон. XIV в.
- Свидание Фархада и Ширин. Рукопись поэмы Низами «Хосров и Ширин». 1405—1410 гг.
- Поклонение волхвов. «Великолепный часослов герцога Беррийского». Братья Лимбурги. Нач. XV в.
- Битва при Азенкуре. Рукопись «Хроник Сент-Олбанса» Томаса Уолсингема. Около 1422 г.
- Осада Багдада монголами (1258). «Сборник летописей» Рашид-ад-Дина. Около 1430 г.
- Эпизод «Песни о Роланде». Рукопись «Больших французских хроник». Симон Мармион. 1457 г.
- Геракл, побеждающий Немейского льва. «Собрание повествований о Трое» Рауля Лефевра[англ.]. 1464 г.
- Битва при Моргартене. «Бернская хроника» Диболда Шиллинга Старшего. Около 1483 г.
- Жан Коломб. Всадник Смерти. «Великолепный часослов герцога Беррийского». Около 1485 г.
- Карл VI и Изабелла Баварская. Хроника Ангеррана де Монстреле. Кон. XV в.
- Герцог Рене Лотарингский в битве при Нанси. «Нансийская книга» Пьера де Бларру[фр.]. 1500 г.
- Дмитрий Донской на пути к Куликову полю. Лицевой летописный свод. XVI в.
- Кришна, танцующий с саблей. Амбер, Раджастхан. 1780 г.

## Современные миниатюры
В современном искусстве художники также создают миниатюры. Эти миниатюры отличаются основой, объектами, на которых художники пишут картины. Турецкий художник Месут Кул (Mesut Kul) пишет картины на макаронах, тыквенных семечках, орехах. Художники создают миниатюры на опавших листьях деревьев, перьях птиц, на спилах поваленных деревьев.